# Фульоне, Оскар
Луис Оскар Фульоне Арсе (исп. Luis Oscar Fulloné Arce; 4 апреля 1939, Ла-Плата — 22 мая 2017, Касабланка) — аргентинский футболист и футбольный тренер. Двукратный победитель Лиги чемпионов Африки (1998, 1999).

## Биография
На родине выступал за клуб «Эстудиантес» из Ла-Платы. С 1962 года играл за границей, в Колумбии и Испании. В 1967 году вместе со своим младшим братом Эктором присоединился к английской «Астон Вилле», но выступал только за резервный состав. В октябре 1969 года перенёс операцию на левой ноге и был вынужден завершить игровую карьеру.
Во второй половине 1970-х годов работал юношеским тренером в нескольких английских клубах. Также выполнял функции агента, при его содействии в английские клубы перешли Алехандро Сабелья, Рикардо Вилья, Освальдо Ардилес. В 1980 году начал самостоятельную тренерскую карьеру в швейцарском «Сьоне».
С 1990-х годов работал в Африке и арабских странах, считается одним из самых успешных тренеров Африки. С командой «АСЕК Мимозас» стал победителем Лиги чемпионов Африки в 1998 году и финалистом — в 1995 году, а на национальном уровне выиграл три чемпионских титула и два Кубка Кот-д’Ивуара. Перейдя в 1999 году в марокканскую «Раджа Касабланка», во второй сезон подряд стал победителем африканской лиги чемпионов, а также выиграл Суперкубок Африки и чемпионат Марокко.
В сентябре 2001 — январе 2002 работал с национальной сборной Буркина-Фасо, но перед началом финального турнира Кубка африканских наций покинул команду. В дальнейшем выигрывал национальные титулы в Ливии и Тунисе, а с марокканской командой «Видад» становился победителем Кубка обладателей кубков Африки. Также становился победителем и финалистом арабской Лиги чемпионов, победителем Афро-азиатского кубка. Завершил тренерскую карьеру в декабре 2010 года.
В последние годы жизни проживал в Касабланке, Марокко. Умер 22 мая 2017 года на 79-м году жизни.